# Hoshino Tenchi

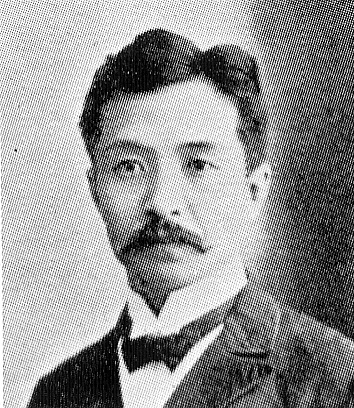
Hoshino Tenchi

Pour les articles homonymes, voir Hoshino.
Hoshino Tenchi est un nom japonais traditionnel ; le nom de famille (ou le nom d'école), Hoshino, précède donc le prénom (ou le nom d'artiste).
Hoshino Tenchi (星野 天知) (10 janvier 1862 - 17 septembre 1950) est un maître d'arts martiaux et poète japonais de l'ère Meiji.

## Biographie
Hoshino Tenchi est un des fondateurs de la revue littéraire Bungakukai qui a exercé une très importante influence sur la littérature et la poésie japonaises de l'ère Meiji. Hoshino développe un cercle littéraire avec les différents écrivains qui habitent près de sa résidence d'été à Kamakura où il demeure à partir de 1893. Il est également connu pour les travaux biographiques qu'il mène sur les personnages historiques Mongaku et Abutsu-ni de l'époque de Kamakura .
Outre son activité littéraire, Hoshino Tenchi est aussi huitième Grand-Maître de l'école Yagyū Shinkage-ryū d'arts martiaux. Il fonde le département Bugei-ka destiné à la transmission de arts martiaux classiques au collège de femmes Meiji où il enseigne également le Yagyū Shingan-ryū.